# Festa de São Vito

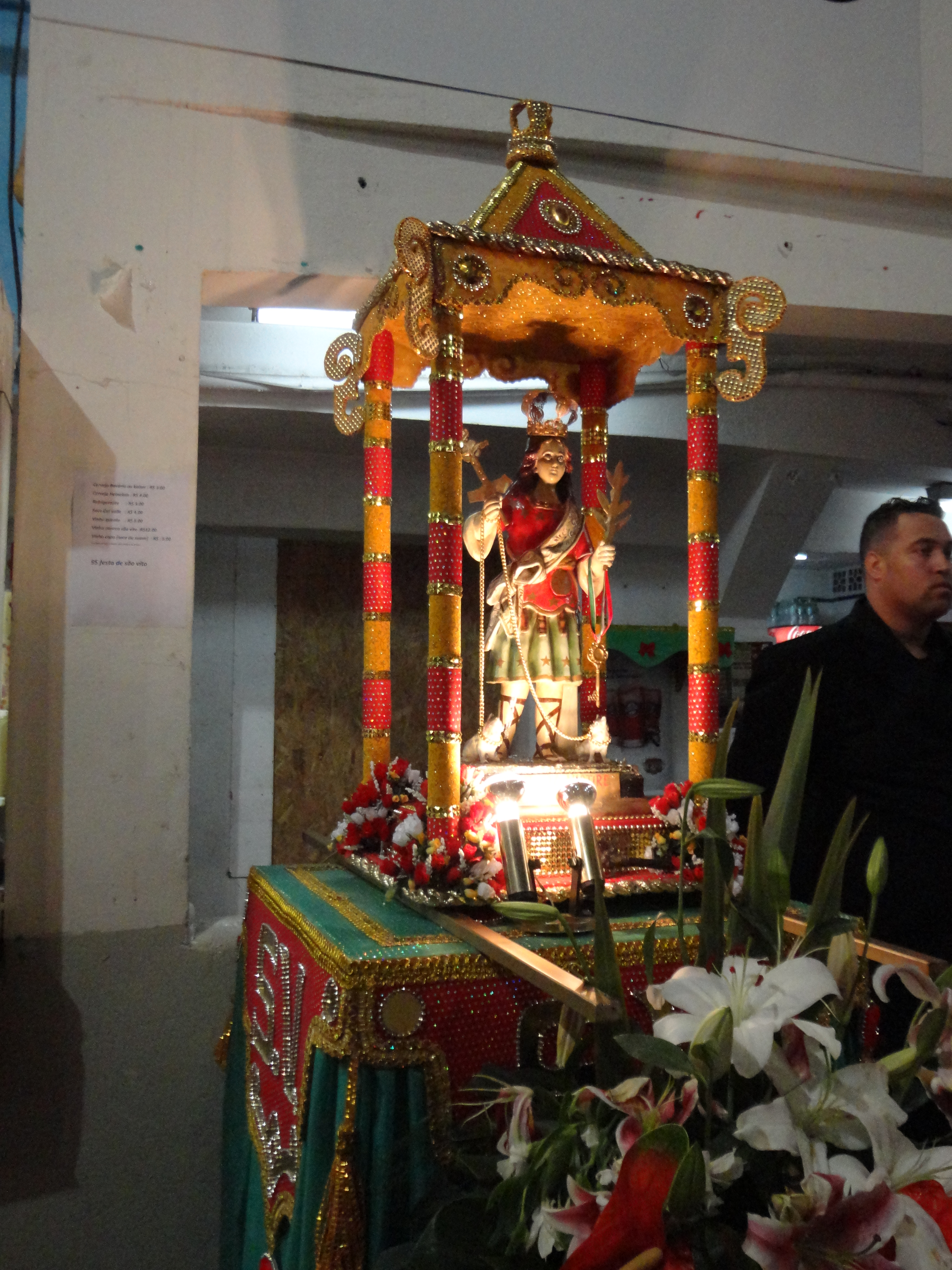
Imagem de São Vito em destaque na tradicional Festa de São Vito, organizada anualmente pelos imigrantes e descendentes italianos em São Paulo, em 2013

Festa de São Vito é uma festa de tradição católica italiana que acontece todos os anos, no mês de junho, no bairro do Brás, em São Paulo. O evento homenageia o santo São Vito Mártir, originalmente chamado de San Vito, e é organizado pela Associação Beneficente São Vito Mártir.
O objetivo da festa é, além de celebrar a importância do santo para os católicos, angariar fundos para uma creche, mantida pela Associação, que têm em média 98 crianças, de 0 a 4 anos.O evento conta também com a colaboração de inúmeros descendentes, mas principalmente imigrantes italianos, que vieram para São Paulo no século XX. Esse é justamente o destaque da festa em relação às outras: não apenas filhos e netos participam da organização, mas os próprios oriundos da Itália.
Durante a celebração, são oferecidas comidas típicas italianas, como ficazzella, guimirella e macarrão. Também há show de música típica italiana ao vivo e barracas vendendo prendas ligadas ao santo padroeiro. O público do evento chega a 4.000 pessoas por fim de semana, formado em maior parte por caravanas vindas de várias cidades do interior, litoral e de outros estados, como Campinas, Americana, Santos, Rio Grande do Sul, Rio de Janeiro.

## São Vito Mártir
Vito foi um dos santos mais populares da Idade Média e chegou, inclusive, a ser inserido entre os Santos Auxiliadores, que eram cartorze ou quinze, uma vez que sua intercessão era considerada eficaz no tratamento e na cura de enfermidades. Foi um homem nascido em Sicília, na Itália e martirizado, ou seja, torturado, por volta do ano 300 d.C. Outras fontes afirmam que ele teria sido sepultado em Polignano no ano 801 d.C., na segunda-feira após a Páscoa da ressurreição - justamente quando se tornou padroeiro da cidade.
Uma lenda muito conhecida afirma que já aos 7 anos, ele tinha sua fé e demonstrava claramente ser cristão. Porém, seu pai tentou afastá-lo do catolicismo, a fim de que o fato não se tornasse público. O menino foi levado ao tribunal e, depois de ser torturado, pode ficar livre. No entanto, para que isso não voltasse a acontecer e ele pudesse demonstrar livremente sua crença, resolveu fugir da Sicília, acompanhado de seu professor Modesto e sua ama-seca Crescência. Foram em direção à costa de Nápoles até chegarem em Roma, onde expressavam a fé por meio de manuscritos e da oralidade. Mas lá foram novamente presos e condenados, até que uma forte tempestade preparada por um anjo os salvou, caindo sobre quem observava o sofrimento deles. Com isso, eles conseguiram escapar mais uma vez, indo para Lucânia, hoje conhecida como Basilicata. Foi neste lugar que foram encarcerados mais uma vez e torturados pelo imperador romano Diocleciano. Justamente o filho deste homem foi, mais tarde, curado da Epilepsia por São Vito. Então, o santo foi preso, mas o anjo os salvou de novo e por fim, retornando a Lucânia, Vito conseguiu dar seu testemunho de martírio, junto de Modesto e Crescência. Por fim, foi torturado até a morte, no dia 15 de junho, aos 15 anos. Justamente por isso, o dia de São Vito é comemorado em 15 de junho.
A partir deste episódio, o até então fiel tornou-se santo católico e é mencionado nas orações até os dias atuais por curar a doença chamada Coreia reumática de Sydenham, também conhecida como dança de São Vito, assim como a mordida de animais venenosos, a hidrofobia e a letargia. Também é conhecido como padroeiro da cidade italiana de Polignano a Mare, e considerado protetor dos jovens, dos artistas e dos dependentes de drogas.

## Contexto histórico

### A festa na Itália
No país de origem, a homenagem a São Vito acontece nos dias 14, 15 e 16 de junho, em Polignano a Mare, uma pequena cidade italiana do estado de Puglia, de onde vieram muitos imigrantes. A província é tomada por fiéis de diferentes regiões da Itália e de outros países - até brasileiros que aproveitam para visitar parentes e participar da festa. Durante os três dias, a cidade investe no evento, a fim também de atrair turistas, que trazem um bom retorno econômico. Depois, o dinheiro arrecadado é convertido em melhorias para a região.
Os festejos são organizados por um órgão chamado 'comitato' Festa Pátria, presidido por Domenico Malellaro. Essa instituição se prepara meses antes, com auxílio da Igreja e dos fiéis. A paróquia de São Vito, localizada na praça de centro histórico, coloca a imagem do santo num altar montado do lado de fora, a fim de que todos que ali passarem vejam e possam homenageá-lo durante os dias de celebração. Esta igreja foi construída em 1613 e guarda a história das relíquias do santo e também de Modesto e Crescência, trazidas em abril de 672.
As ruas são enfeitadas e tomadas por grupos musicais e danças folclóricas, bem como missas que acontecem diariamente, junto com feiras de variados locais e procissões. No entanto, há uma tradição peculiar: a imagem do santo percorre a costa do mar abençoando a cidade em um percurso de três quilômetros entre duas igrejas dedicadas a São Vito, a do centro histórico e a Basílica, enquanto uma procissão a segue em barcos. A festa é finalizada com uma queima de fogos.

### Imigração italiana
A partir da segunda metade do século XIX e do início do XX muitos italianos começaram a vir para o Brasil. Isso aconteceu, por conta, principalmente, do processo de unificação do país, que envolveu guerras, conflitos e revoltas, deixando a Itália em uma situação de instabilidade econômica. Com o processo de industrialização, não tinha vaga para todos que iam dos campos para as cidades e o nível de desemprego cresceu muito neste período. Sem trabalho e com pouca perspectiva de melhoria, muitos vieram buscar melhores condições de vida em território brasileiro. Devido à necessidade de mão de obra para trabalhar nas lavouras cafeeiras, o governo passou a subsidiar a vinda desses estrangeiros, que começaram a chegar de forma massificada, em famílias numerosas e não em indivíduos isolados, principalmente porque havia várias propagandas do Brasil na Itália. Eles emigravam com a promessa de que logo teriam suas próprias terras para cultivar, quando na verdade recebiam uma certa quantia para cuidar dos pés de cafés de grandes latifundiários - esse era o chamado regime de colonato, especialmente em São Paulo.
Conforme essas pessoas chegavam, podiam ficar abrigadas por até oito dias na Hospedaria dos Imigrantes do Brás. Vinham desde sapateiros, serralheiros até profissionais liberais, como médicos e advogados. Eles ficavam alocados próximo do centro da cidade de São Paulo, próximo de núcleos, de fábricas, do mercado e da ferrovia, em torno das ruas Américo Brasiliense, Monsenhor Andrade e Santa Rosa.
A imigração estrangeira de forma geral foi um dos principais fatores de crescimento de São Paulo no fim do século XIX, sendo inclusive identificada como uma "cidade italiana" no início do século XX - chegaram a representar 90% dos 50.000 trabalhadores das fábricas paulistas, em 1901.  Os números mostram isso: Entre 1887 e 1930 deveriam entrar na província de São Paulo aproximadamente 2 milhões e 500 mil migrantes, de maioria italiana e de 1887 a 1915 entraram, de fato, cerca de 800 mil italianos. E o Brás se configura como um dos bairros paulistanos com maior crescimento populacional neste período. Até hoje o bairro é chamado por alguns de ''bairro italiano'', já que existem construções, vilas e pizzarias típicas do período de chegada dos imigrantes.

## A religiosidade e a festa no Brás
A primeira imagem de São Vito foi trazida para o Brasil por Modesto de Luca, um imigrante italiano que morava no bairro do Brás. Isso aconteceu justamente em 15 de junho de 1835, dia que homenageia o santo padroeiro.
Os imigrantes italianos buscavam manter tradições e certos comportamentos, mesmo distantes de sua terra natal. Vênetos, bareses ou calabreses buscavam preparar atividades religiosas durante as décadas de 1920 e 1930, construindo espaços voltados às tradições e aos santos em que acreditavam no seu país de origem. Mas, isso não impedia o acesso de imigrantes de outras regiões da Itália, nem de brasileiros.
Em 1903 surgiram as primeiras informações sobre a festa de São Vito Mártir, momento em que outro imigrante trouxe outra imagem do santo. A comunidade, então, resolveu manter a comemoração como acontecia em Polignano a Mare, na Itália - já que muitos dos imigrantes vieram de lá, principalmente entre 1890 e 1900. Quando acabava a festa, a imagem do Santo era devolvida ao dono por não ter um lugar próprio para ficar.
Até então a festa era organizada a partir da arrecadação de fundos, por meio da venda de prendas, por exemplo, e doações. No entanto, em 1912, o interesse dos doadores reduziu muito e os jornaleiros, uma das parcelas mais pobres dos imigrantes italianos, resolveram assumir a manutenção do evento, guardando dinheiro para isso. Então, a festa foi divulgada pelo jornal da comunidade Fanfulla, todo escrito em italiano, em 17 de junho de 1912.
Foi em 1918, com o fim da Primeira Guerra Mundial, que Miguel Gravina, presidente da Associação Beneficente São Vito Mártir, resolveu retomar as comemorações e foi a partir de  então que a Festa de São Vito passou a acontecer todo ano no Brás. Como tomou grandes proporções, muitos cerealistas reivindicavam sua participação no evento, uma vez que isso lhes daria prestígio e visibilidade social.
A Festa de São Vito acontece desde 1918 no Brasil, sendo uma das mais tradicionais ítalo-brasileira. Na capital paulista, essa comemoração faz parte de um ciclo de festas italianas, que equivale aos festejos juninos, assim como acontece com a Festa de Nossa Senhora Achiropita, de San Genaro, de Santo Egídio e de Nossa Senhora de Casaluce.  Como boa parte dos imigrantes e seus descendentes foram criados segundo os costumes religiosos herdados de antepassados italianos, as comunidades envolvidas na preparação da festa sempre se empenharam nos preparos dessa comemoração, que vai passando de geração para geração. As celebrações começavam no primeiro sábado de junho e se estendiam por todos os fins de semana do mês. No segundo domingo seguinte ao dia 15 acontecia a procissão e a missa solene em homenagem ao santo. Três padres convidados realizavam as missas, uma vez que não havia um padre fixo, até construírem a atual igreja. Também ocorriam procissões na Páscoa e Semana Santa.
A capela de São Vito Mártir foi construída em 1920, na rua Álvares de Azevedo atual rua Polignano a Mare, no Brás, em São Paulo. Por algum tempo ela era conhecida como "a capela dos milagres." Anos mais tarde chegou a ser restaurada e atualmente a igreja não tem torre, mas, sim, cinco andares.A Associação Beneficente São Vito Mártir passou a ser encarregada de preparar a festa desde a construção da capela de São Vito Mártir, em 1920, na rua Polignano a Mare e era responsável por auxiliar seus associados, promover a política da religião católica, além de organizar reuniões recreativas de caráter social, esportivo e cultural. A Festa de São Vito foi realizada na rua até o final dos anos 70, a partir de 1980 a festa passou a acontecer dentro da Associação Beneficente São Vito Mártir, até os dias de hoje.
Em 1998 a paróquia São Vito começou a realizar uma festa à parte da festa oficial, porém aconteceu entre 1998 até 2019. 
Em 2024 a Festa foi reconhecida pelo Senado como Manifestação da cultura nacional.
Com barracas típicas, a Festa de São Vito mantém a culinária raiz de seus antepassados. O ponto forte da festa sem dúvidas é o tradicional macarrão das mammas, onde o molho é puro de tomate, a Festa de São Vito é a única festa italiana que não utiliza molhos industrializados. 
A renda arrecadada com o evento é convertido em ajuda financeira a obras assistenciais, como a manutenção da creche São Vito, campanhas do agasalho e entrega de marmitas par moradores de rua da região.

### 100 anos da Festa
Em 2018, a Festa de São Vito comemorou 100 anos de tradição no Brás, compondo já uma data culinária e turística no calendário da cidade de São Paulo. O evento aconteceu entre 2 de junho e 15 de julho.